# FCW Divas Championship
O FCW Divas Championship é um título feminino de wrestling profissional disputado na World Wrestling Entertainment (WWE). Foi criado em 23 de setembro de 2008.

## Reinados
| # | Lutadores     | Reinado | Data                   | Dias | Local              | Evento             | Notas                                                                                    | Ref.        |
| - | ------------- | ------- | ---------------------- | ---- | ------------------ | ------------------ | ---------------------------------------------------------------------------------------- | ----------- |
| 1 | Naomi Knight  | 1       | 10 de junho de 2010    | 189  | Tampa, Flórida     | Night Of Champions | Derrotou Serena na final de um torneio de 8 lutadoras.                                   | [ 3 ] [ 5 ] |
| 2 | AJ            | 1       | 16 de dezembro de 2010 | 112  | Tampa, Flórida     | FCW TV             | Derrotou Naomi para se tornar a segunda FCW Divas Champion                               | [ 5 ] [ 6 ] |
| 3 | Aksana        | 1       | 7 de abril de 2011     | 147  | Tampa, Flórida     | FCW TV             | Tornou-se a primeira diva a possuir o Queen of FCW e o Divas Championship ao mesmo tempo | [ 5 ] [ 7 ] |
| 4 | Audrey Marie  | 1       | 1 de setembro de 2011  | 105  | Tampa, Flórida     | FCW TV             | Derrotou Aksana para se tornar FCW Divas Champion na sua primeira luta pelo título       | [ 1 ] [ 5 ] |
| 5 | Raquel Diaz   | 1       | 15 de dezembro de 2011 | 197  | Tampa, Flórida     | FCW                | Tornou-se a segunda diva a possuir o Queen of FCW e o Divas Championship ao mesmo tempo  | [ 1 ] [ 5 ] |
| 6 | Caylee Turner | 1       | 29 de junho de 2012    | 46   | Melbourne, Flórida | FCW                |                                                                                          |             |

## Lista de reinados combinados
| Símbolo | Significado           |
| ------- | --------------------- |
| †       | Indica a atual campeã |

Em 21 de junho de 2013
| Posição | Lutadora      | # de reinados | Dias combinados |
| ------- | ------------- | ------------- | --------------- |
| 1.      | Raquel Diaz   | 1             | 197             |
| 2.      | Naomi Knight  | 1             | 189             |
| 3.      | Aksana        | 1             | 147             |
| 4.      | AJ Lee        | 1             | 112             |
| 5.      | Audre Marie   | 1             | 105             |
| 6.      | Caylee Turner | 1             | 43              |